# Hollinsclough
Hollinsclough är en ort och civil parish i Storbritannien.   Den ligger i grevskapet Staffordshire och riksdelen England, i den södra delen av landet, 220 km nordväst om huvudstaden London. Hollinsclough ligger 306 meter över havet och antalet invånare är 159.
Terrängen runt Hollinsclough är platt åt nordost, men åt sydväst är den kuperad. Runt Hollinsclough är det ganska tätbefolkat, med 166 invånare per kvadratkilometer. Trakten runt Hollinsclough består i huvudsak av gräsmarker.